# خوينس (بوزي)
خوينس (بالفارسية: خوینس) هي منطقة سكنية تقع في إيران في قسم بوزي الريفي. يقدر عدد سكانها بـ 244 نسمة بحسب إحصاء 2016.